# 国際テコンドー連盟
国際テコンドー連盟（こくさいテコンドーれんめい、英: International Taekwon-Do Federation, ITF）は、1966年3月22日に設立されたテコンドーの組織。
ITF は、テコンドーの発展と促進を目的として存在している。その主な役割は、大会やセミナー開催の調整と承認、テコンドーの教えの標準化（型、スパーリング、パワーブレイキング）、関連組織との協力および所属メンバーの級位・段位の審査と認定をおこなうことにある。

## 型
テコンドーの型（トゥル）は、テコンドーを習得する上で重要な側面を形成している。空手の型と同様の位置づけと捉えることができる。大半の型（ユルゴク、ウルチ、トンイルを除く）は防御姿勢から始まり、テコンドーの防御的な性質を表している。すべての型の開始位置と終了位置は同じであり、正確な移動幅と移動方向でおこなう必要がある。
ITF の公式要覧には24の型がある。この数字は、1日は24時間あることを象徴的に意味するものである。型の名称は主に朝鮮の歴史上の出来事や重要人物を意味しており、動作数・動作位置・終わり方などの型を構成する要素も、朝鮮の歴史と関連付けられるものが多い。
| #  | 名称         | 漢字表記 | 英字表記    | 動作数 | 習得階級 | 命名の由来 |
| -- | ------------ | -------- | ----------- | ------ | -------- | --- |
| 1  | チョンジ     | 天地     | Chon-Ji     | 19     | 9級      | 東洋において「天地」は、世界の創造あるいは人類の歴史の始まりと解釈されているため、最初に学ぶ型に名づけられた。                   |
| 2  | タングン     | 檀君     | Dan-Gun     | 21     | 8級      | 紀元前2333年に朝鮮を建国したと伝説上いわれている始祖・檀君（タングン）の名にちなんだ。                                           |
| 3  | トサン       | 島山     | Do-San      | 24     | 7級      | 日本による植民地支配の時代、その全生涯を朝鮮の教育の向上と独立運動に捧げた、安昌浩（アンチャンホ）の雅号。                       |
| 4  | ウォニョ     | 元暁     | Won-Hyo     | 28     | 6級      | 西暦686年新羅の王朝に仏教を初めて伝えた高僧、元暁（ウォニョ）の名にちなんだ。                                                    |
| 5  | ユルゴク     | 栗谷     | Yul-Gok     | 38     | 5級      | 李退渓（リ・テゲ）とともに朝鮮儒学の双璧を成す大儒学者、李珥（リ・イ）のこと。東方の聖人とも呼ばれた彼の字（あざな）である。     |
| 6  | チュングン   | 重根     | Joong-Gun   | 32     | 4級      | 朝鮮独立のために闘った民族の英雄、安重根（アン・チュングン）の名にちなんだ。のちに彼は伊藤博文を暗殺し、処刑された。             |
| 7  | テェゲ       | 退渓     | Toi-Gye     | 37     | 3級      | 朝鮮儒学の最高峰である李滉（リ・ファン）のこと。李退渓は、彼を尊敬の念をこめて呼ぶ際の別名、字である。                           |
| 8  | ファラン     | 花郎     | Hwa-Rang    | 29     | 2級      | 新羅王朝時代の青年貴族の軍団で三国統合の原動力のひとつとなった花郎徒（ファランド）の名にちなんだ。                               |
| 9  | チュンム     | 忠武     | Choong-Moo  | 30     | 1級      | 豊臣秀吉の侵略軍を粉砕した李朝の海軍提督、李舜臣（リ・スンシン）将軍の諡号（しごう）。                                           |
| 10 | クワンゲ     | 廣開     | Kwang-Gae   | 39     | 1段      | 高句麗王朝最強の王、廣開土王（クワンゲトワン）の名にちなんだ。                                                                   |
| 11 | ポウン       | 圃隠     | Po-Eun      | 36     | 1段      | 高麗末期の有名な詩人でもある文臣、鄭夢周（チョン・モンジュ）の雅号。                                                             |
| 12 | ケベク       | 階伯     | Ge-Baek     | 44     | 1段      | 百済王朝末期の悲劇の将軍、階伯（ケベク）の名にちなんだ。                                                                         |
| 13 | ウィアム     | 義菴     | Eui-Am      | 45     | 2段      | 1919年の三一独立運動に際し、独立宣言文に署名した33名の民族代表の筆頭者のひとり孫秉煕（ソン・ビョンヒ）の雅号。                   |
| 14 | チュンジャン | 忠壮     | Choong-Jang | 52     | 2段      | 15世紀李王朝時代、日本の侵略に決起した非運の義兵隊長、金徳齢（キム・ドンリョン）の雅号。                                         |
| 15 | チュチェ     | 主体     | Juche       | 45     | 2段      | テコンドーでいう克己は、まず自らの主体（チュチェ）を確立することだ。演武線は、朝鮮民族の主体を象徴する白頭山をイメージしている。 |
| 16 | サミル       | 三一     | Sam-Il      | 33     | 3段      | 1919年3月1日に、ソウル・パゴダ公園での独立宣言をきっかけに朝鮮全土を揺るがせた三一独立運動の歴史的な日付を示している。           |
| 17 | ユシン       | 庾信     | Yoo-Sin     | 68     | 3段      | 高句麗、百済、新羅の三国時代に終止符を打った新羅の大将軍、金庾信（キム・ユシン）将軍の名にちなんだ。                             |
| 18 | チェヨン     | 崔瑩     | Choi-Yong   | 46     | 3段      | 高麗王朝末期の武人政治家崔瑩（チェ・ヨン）将軍の名にちなんだ。                                                                   |
| 19 | ヨンゲ       | 淵蓋     | Yon-Gae     | 49     | 4段      | 高句麗末期の勇猛な将軍、淵蓋蘇文（ヨン・ゲソムン）の名にちなんだ。                                                               |
| 20 | ウルチ       | 乙支     | Ul-Ji       | 42     | 4段      | 612年に隋の煬帝に率いられた約百万の隋軍の侵入に対して、高句麗の防衛を果たした乙支文徳将軍（ウルチ・ムンドク）の名にちなんだ。    |
| 21 | ムンム       | 文武     | Moon-Moo    | 61     | 4段      | 高句麗、百済、新羅の三国を統合した第30代新羅王文武（ムンム）を称えて名づけられた。                                               |
| 22 | ソサン       | 西山     | So-San      | 72     | 5段      | 豊臣秀吉の朝鮮侵略に抗して僧侶義兵軍を組織した李王朝時代の高僧崔玄応（チェ・ヒョヌン）の雅号。                                   |
| 23 | セジョン     | 世宗     | Se-Jong     | 24     | 5段      | 1443年にハングルを編み出すなど、史上最も偉大な王として有名な世宗（セジョン）の名にちなんだ。                                     |
| 24 | トンイル     | 統一     | Tong-Il     | 56     | 6段      | 1945年以来分断されている南北朝鮮の統一の決意をあらわしている。                                                                   |

## スパーリング (組手)
ITF のスパーリング (マッソギ) の試合は各ラウンド 2 分間、国内選手権や国際レベルの大会では、2 分間 2 ラウンドで間に 1 分間の休憩をおいておこなわれる。ルール上、帯より下部の攻撃、肘での攻撃、相手を押し倒すこと、リング場外へ出ることは禁じられており、背面への攻撃も認められない

## 級位・段位
ITF の級位・段位は6色 (白、黄、緑、青、赤、黒) の帯で表される。位ごとの定義を以下に示す (位の低い順) 。
|  | 位    | 説明 |
|  | ----- | --- |
|  | 10 級 | 白 - 「純白」を意味する。入門者はテコンドーの知識を持っていないことに拠る。                                     |
|  | 9 級  | 白に黄線 |
|  | 8 級  | 黄 - 草木が芽吹き根を張る、「大地」を意味する。テコンドーの基礎が築かれることに拠る。                           |
|  | 7 級  | 黄に緑線 |
|  | 6 級  | 緑 - 草木の成長を意味する。テコンドーの技術が開発されることに拠る。                                             |
|  | 5 級  | 緑に青線 |
|  | 4 級  | 青 - 草木が成熟し高く木が伸びる、「空」を意味する。テコンドーの鍛錬が進むことに拠る。                           |
|  | 3 級  | 青に赤線 |
|  | 2 級  | 赤 - 「危険」を意味する。生徒にコントロールを身につけるよう注意を促し、敵に距離を置くよう警告を促すことに拠る。 |
|  | 1 級  | 赤に黒線 |
|  | 1 段  | 黒 - 白の反対。テコンドーの成熟と熟練を意味すると同時に、保有者は闇と恐怖に動じないことを表す。                 |
|  | 2 段  | 副師範 (プサボム) (2年間以上、同段位に留まらなければならない)                                                   |
|  | 3 段  | 副師範 (プサボム) (3年間以上、同段位に留まらなければならない)                                                   |
|  | 4 段  | 師範 (サボム) (4年間以上、同段位に留まらなければならない)                                                       |
|  | 5 段  | 師範 (サボム) (5年間以上、同段位に留まらなければならない)                                                       |
|  | 6 段  | 師範 (サボム) (6年間以上、同段位に留まらなければならない)                                                       |
|  | 7 段  | 師賢 (サヒョン) / マスター (7年間以上、同段位に留まらなければならない)                                          |
|  | 8 段  | 師賢 (サヒョン) / マスター (8年間以上、同段位に留まらなければならない)                                          |
|  | 9 段  | 師聖 (サソン) / グランドマスター                                                                                |

## 階級
| 階級名称   | 男子        | 女子        |
| ---------- | ----------- | ----------- |
| マイクロ級 | 54kg未満    | 52kg未満    |
| ライト級   | 54kg - 63kg | 52kg - 58kg |
| ミドル級   | 63kg - 71kg | 58kg - 63kg |
| ヘビー級   | 71kg - 80kg | 63kg - 70kg |
| ハイパー級 | 80kg以上    | 70kg以上    |

## 哲学
テコンドーの創始者・崔泓熙 (チェ・ホンヒ) は、武道における哲学的な要素が世界平和に寄与することを信じ、修練生達にとって道徳的実践は技術習得よりも重要と言って過言ではないとして、これを重んじた。

### テコンドー精神
テコンドーの教えの哲学的な側面として、ITF は 5 つの基本精神を掲げている。
禮義 (礼儀) (예의 / Courtesy)
目上の人を敬い、人の行う禮の道。
廉耻 (廉恥)  (염치 / Integrity)
心清らかで、恥を知る心のあること。
忍耐 (인내 / Perseverance)
耐え忍ぶこと。苦しくてもじっと我慢できる強い精神。
克己 (극기 / Self-control)
己に勝つこと。自分の欲望に打ち勝つ精神。
百折不屈 (백절불굴 / Indomitable spirit)
幾度挫折しそうになっても決して屈しない精神。